# Gaël Suter
Gaël Suter (Aigle, 23 maart 1992) is een Zwitsers voormalig baan- en wegwielrenner. 

## Carrière
In 2016 won hij de scratch tijdens de Europese kampioenschappen baanwielrennen. Suter nam deel aan de Olympische Zomerspelen van 2016. Tijdens deze Spelen behaalde hij een twaalfde plaats op het omnium. Hij was in de jeugd ook actief als veldrijder.

## Belangrijkste resultaten

### Baanwielrennen
| Jaar     | ZK                                         | EK               | WK       | Overig                                                                         |
| Beloften | Beloften                                   | Beloften         | Beloften | Beloften                                                                       |
| -------- | ------------------------------------------ | ---------------- | -------- | ------------------------------------------------------------------------------ |
| 2014     |                                            | omnium           |          |                                                                                |
| Elite    |                                            |                  |          |                                                                                |
| 2011     | sprint                                     |                  |          |                                                                                |
| 2012     | puntenkoers, koppelkoers                   |                  |          |                                                                                |
| 2013     | puntenkoers, scratch · koppelkoers         |                  |          |                                                                                |
| 2014     | koppelkoers                                |                  |          | Aigle: scratch Grenchen: puntenkoers, afvalkoers                               |
| 2015     | sprint, puntenkoers · omnium               |                  |          | Oerlikon: puntenkoers, scratch                                                 |
| 2016     | omnium, keirin · 1km tijdrit · koppelkoers | scratch · omnium |          | Olympische Spelen: 12e omnium Fenioux: scratch Aigle: scratch Austral: scratch |
| 2017     | omnium, ploegenachtervolging               |                  |          |                                                                                |
| 2018     |                                            |                  |          | Dudenhofen: koppelkoers                                                        |

### Wegwielrennen
2009
 Zwitsers kampioenschap tijdrijden, junioren
2010
Giro del Mendrisiotto, junioren
2013
Proloog Ronde van Nieuw-Caledonië (ploegentijdrit)